# Пресногорьковка
Пресногорько́вка (каз. Пресногорьков) — село в Узункольском районе Костанайской области Казахстана. Административный центр Пресногорьковского сельского округа. Находится примерно в 58 км к северо-востоку от районного центра, села Узунколь. Код КАТО — 396651100.

## География
В черте села находятся озёра Пресное и Горькое. В окрестностях Большое и Малое Момоново, Канонерское, Пятивёрстное, озеро Татарское, Писарское и др. 
В 5 км к северо-востоку от села находится озеро Шортабулат, а в 4 км южнее — озеро Малое Кривое.

## История
В 1935—1963 годах Пресногорьковка была центром Пресногорьковского района.

## Население
По переписи населения 1936 года в Пресногорьковке проживало 2026 человек (978 мужчин и 1048 женщин).
В 1999 году население села составляло 1837 человек (874 мужчины и 963 женщины). По данным переписи 2009 года в селе проживали 1873 человека (906 мужчин и 967 женщин).

## Известные уроженцы
- Николай Коляда (род. 1957) — советский и российский драматург, актёр, театральный режиссёр, прозаик, заслуженный деятель искусств РФ (2003), создатель и художественный руководитель «Коляда-театра», профессор ЕГТИ.

## Религия
В Пресногорьковке действует церковь Николая Чудотворца, построенная во второй половине XVIII века. Архитектурный стиль храма — классицизм.

## Транспорт
Проходит автомагистраль КР-13.